# Karratha
Karratha ist ein Zentrum im ressourcenreichen Nordwesten Western Australias.

## Geographie
Karratha ist das Zentrum des westlichen Teils der Region Pilbara sowie Verwaltungssitz und bei weitem größter Ort der LGA City of Karratha. Der Ort entspricht dem gleichnamigen ward (Wahlbezirk) der City of Karratha, einem von vier wards. Er grenzt im Nordwesten an den Dampier Ward. Die übrigen Landgrenzen hat er mit dem Roebourne/Pastoral Ward gemein. Die Nordgrenze ist die Küste der Nickol Bay, eine Bucht des Indischen Ozeans.
Karratha befindet sich 1575 Kilometer nördlich von Perth, 690 Kilometer südlich von Broome und 240 Kilometer südwestlich von Port Hedland. Der Ort kann über den North West Coastal Highway oder mit dem Flugzeug erreicht werden.
Nach der Fläche ist Karratha der kleinste ward der City of Karratha, mit weniger als 200 km² (die City insgesamt: 15.234 km²), vereinigt jedoch mehr als 70 Prozent der Bevölkerung auf sich (11.490 von insgesamt 16.410 im Jahr 2006, bzw. 16.490 von insgesamt 22.992 im Januar 2014).

## Ortsteile und Vororte
Karratha unterscheidet 10 townships (Ortsteile bzw. Vororte):
| Suburb                     | Bevölkerung Januar 2014 | Koordinaten                   |
| -------------------------- | ----------------------- | ----------------------------- |
| Bay(n)ton                  | 2482                    | 20° 45′ 6″ S, 116° 48′ 5″ O   |
| Bulgarra                   | 3467                    | 20° 43′ 33″ S, 116° 51′ 24″ O |
| Karratha                   | 109                     | 20° 44′ 16″ S, 116° 50′ 47″ O |
| Pegs Creek                 | 1952                    | 20° 44′ 18″ S, 116° 49′ 58″ O |
| Millars Well               | 2183                    | 20° 44′ 30″ S, 116° 49′ 2″ O  |
| Nickol                     | 4409                    | 20° 44′ 44″ S, 116° 47′ 43″ O |
| Gap Ridge                  | 1354                    | 20° 45′ 10″ S, 116° 47′ 8″ O  |
| Karratha Industrial Estate | 504                     | 20° 45′ 53″ S, 116° 52′ 40″ O |
| Mulataga                   | 4                       | 20° 44′ 2″ S, 116° 52′ 39″ O  |
| Stove Hill                 | 26                      | 20° 46′ 14″ S, 116° 51′ 51″ O |
| Shire of Karratha          | 16490                   | 20° 44′ 7″ S, 116° 50′ 30″ O  |

## Wirtschaft
Karratha ist ein australisches Zentrum für die Rohstoffgewinnung. Einer der größten Welt-Rohstoffkonzerne Rio Tinto Group baut dort mit seiner Tochter Pilbara Iron Eisenerz ab. In Karratha beginnt die Gaspipeline der Woodside Petroleum Limited für Flüssigerdgas, die Erdgas aus dem Gebiet des North West Shelf nach Western Australia fördert und die Meeressalzgewinnung durch das Unternehmen Dampier Salt ist von Bedeutung.
Karratha wuchs in den 1960er Jahren wegen der expandierenden Eisengewinnung zu einer großen Siedlung heran. Karratha hat das größte Einkaufszentrum und zahlreiche Geschäfte in der Region von Pilbara und zieht damit auch Kunden aus den nahegelegenen Orten wie Dampier, Wickham und Roebourne an. 
Nach der Stadt Port Hedland ist Karratha die zweitgrößte Stadt im Nordwesten des australischen Bundesstaates Western Australia.

## Touristische Information
Der Ort führt Hotels, Motels, Bed & Breakfast und Caravanplätze, die häufig überbelegt sind. Es gibt Restaurants, Tavernen und Nachtclubs.
In Karratha befindet sich das Nickol Bay Hospital.
Der Karratha Airport kann von Perth aus erreicht werden und hat die zweitmeisten Starts und Landungen in Western Australia. Der Flughafen wird von drei Fluggesellschaften angeflogen: Qantas Airways, Skywest und Virgin Australia. Qantas fliegt zweimal wöchentlich mit einer Boeing 737-800 von Brisbane nach Karratha.
Auf der Burrup-Halbinsel, 15 Kilometer nördlich liegt der Murujuga-Nationalpark. Dort befindet sich mit über zehntausend Abbildungen, die weltweit dichteste Ansammlung von Felszeichnungen (Petroglyphe).

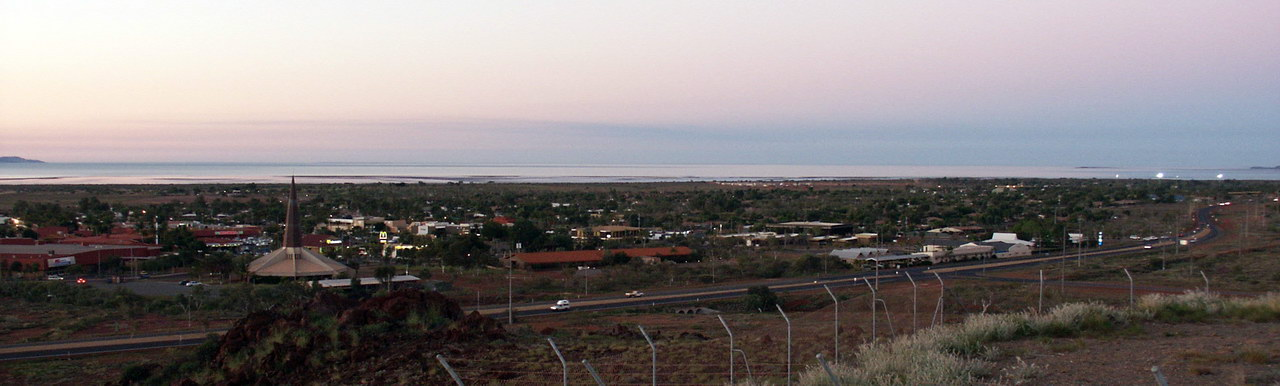
Karratha in der Abenddämmerung

|                       | Jan  | Feb  | Mär  | Apr  | Mai  | Jun  | Jul  | Aug  | Sep  | Okt  | Nov  | Dez  |   |       |
| Mittl. Tagesmax. (°C) | 35,7 | 35,0 | 35,4 | 33,5 | 29,3 | 26,4 | 25,7 | 28,3 | 30,8 | 33,1 | 33,9 | 35,9 | ⌀ | 31,9  |
| Mittl. Tagesmin. (°C) | 26,5 | 26,5 | 25,2 | 21,8 | 18,6 | 14,6 | 13,6 | 14,5 | 17,0 | 20,4 | 22,6 | 25,9 | ⌀ | 20,6  |
|                       |      |      |      |      |      |      |      |      |      |      |      |      |   |       |
| Niederschlag (mm)     | 43,7 | 60,8 | 58,4 | 24,6 | 29,3 | 31,9 | 11,4 | 6,1  | 1,8  | 0,5  | 1,7  | 8,5  | Σ | 278,7 |
|                       |      |      |      |      |      |      |      |      |      |      |      |      |   |       |
| Regentage (d)         | 2,1  | 3,5  | 2,4  | 0,9  | 1,9  | 1,7  | 0,9  | 0,6  | 0,1  | 0,1  | 0,1  | 0,5  | Σ | 14,8  |

| 26,5 |

| 26,5 |

| 25,2 |

| 21,8 |

| 18,6 |

| 14,6 |

| 13,6 |

| 14,5 |

| 17,0 |

| 20,4 |

| 22,6 |

| 25,9 |

| 26,5 |

| 26,5 |

| 25,2 |

| 21,8 |

| 18,6 |

| 14,6 |

| 13,6 |

| 14,5 |

| 17,0 |

| 20,4 |

| 22,6 |

| 25,9 |